# Teófilo Gutiérrez
Teófilo Gutiérrez (Barranquilla, 17 mei 1985) is een Colombiaans voetballer die bij voorkeur als spits speelt. Hij tekende in juli 2015 een contract tot medio 2018 bij Sporting Lissabon, dat circa €3.000.000,- voor hem betaalde aan CA River Plate. In zijn verbintenis werd een optie voor nog een seizoen opgenomen. In 2009 debuteerde Gutiérrez in het Colombiaans voetbalelftal.

## Clubcarrière
Gutiérrez debuteerde in 2006  de Categoría Primera B in dienst van Barranquilla FC, een van de clubs uit zijn geboortestad. In 2006 scoorde hij zestien keer in 28 wedstrijden, waarna hij vertrok naar stadgenoot Atlético Junior, dan actief in de Categoría Primera A. Hiervoor scoorde hij in 83 wedstrijden 51 keer. In 2009 veroverde hij de Botín de Oro en Botín de Plata, respectievelijk in de eerste en tweede helft van de Colombiaanse competitie.
Gutiérrez vertrok in januari 2010 voor het eerst naar een club in en ander land, Trabzonspor in de Süper Lig. Hiermee won hij in 2010 de Beker van Turkije en de Turkse supercup. Het winnen van de Supercup kwam tot stand door een 0-3-overwinning op Bursaspor, waarbij Gutiérrez alle drie de doelpunten maakte. Twaalf maanden na zijn komst naar Turkije tekende hij bij Racing Club en in 2012 bij Cruz Azul.
Gutiérrez tekende in augustus 2013 een contract bij CA River Plate. In het seizoen 2013/14 speelde hij mee in 27 competitiewedstrijden, waarin hij zevenmaal scoorde. In zijn tweede seizoen bij River Plate kwam Gutiérrez twintig keer in actie. In die wedstrijden maakte hij vijftien doelpunten. Gutiérrez tekende in juli 2015 een contract tot medio 2018 bij Sporting Lissabon, dat circa €3.000.000,- voor hem betaalde. In zijn verbintenis werd een optie voor nog een seizoen opgenomen.

## Interlandcarrière
Gutiérrez debuteerde in 2009 in het Colombiaans nationaal elftal. Op 12 augustus 2009 maakte Gutiérrez bij dit debuut zijn eerste doelpunt voor Colombia in de vriendschappelijke wedstrijd tegen El Salvador. Op 11 oktober 2013 maakte Teofilo de bevrijdende eerste treffer voor Colombia in de WK-kwalificatiewedstrijd tegen Chili. Binnen 29 minuten stond het 0–3 voor Chili door doelpunten van Arturo Vidal en Alexis Sanchez (laatstgenoemde scoorde tweemaal). Na de 1–3 van Gutiérrez maakte Radamel Falcao de 2–3 en 3–3, beide uit strafschoppen. Hiermee was Colombia, sinds het wereldkampioenschap voetbal 1998 in Frankrijk afwezig op het wereldtoernooi, verzekerd van deelname aan het WK 2014 in Brazilië. In mei 2014 werd hij door bondscoach José Pékerman opgenomen in de selectie voor het wereldkampioenschap voetbal in Brazilië. Ook speelde hij mee op de Copa América 2015, waar Colombia werd uitgeschakeld in de kwartfinale.
1 Israel ·
2 Reis ·
3 St. Juste ·
5 Morita ·
6 Debast ·
8 Gonçalves ·
9 Gyökeres ·
10 Edwards ·
11 Santos ·
13 Kovačević ·
17 Trincão ·
19 Harder ·
20 Araújo ·
21 Catamo ·
22 Fresneda ·
23 Bragança ·
25 Inácio ·
26 Diomande ·
41 Callai ·
42 Hjulmand  ·
47 Esgaio ·
57 Quenda ·
72 Quaresma ·
Coach: Amorim